# الاحتباس الحراري

درجة الحرارة المرصودة عالمياً من وكالة ناسا (الخط الأسود) مقارنةً بمعدل درجات الحرارة بين عامي 1850-1900 الذي وضعته الحكومة الدولية المعنية بتغير المناخ قبل الثورة الصناعية. وتظهر الصورة أن الفاعل الأساسي في تغير المناخ هو النشاط البشري (الخط الأحمر)، مع وجود بعض العوامل الطبيعية البسيطة (الخط الأخضر).

متوسط درجات الحرارة العالمية منذ سنة 2010 إلى سنة 2019 مقارنة بمتوسط الحرارة بين عامي 1951 - 1978.

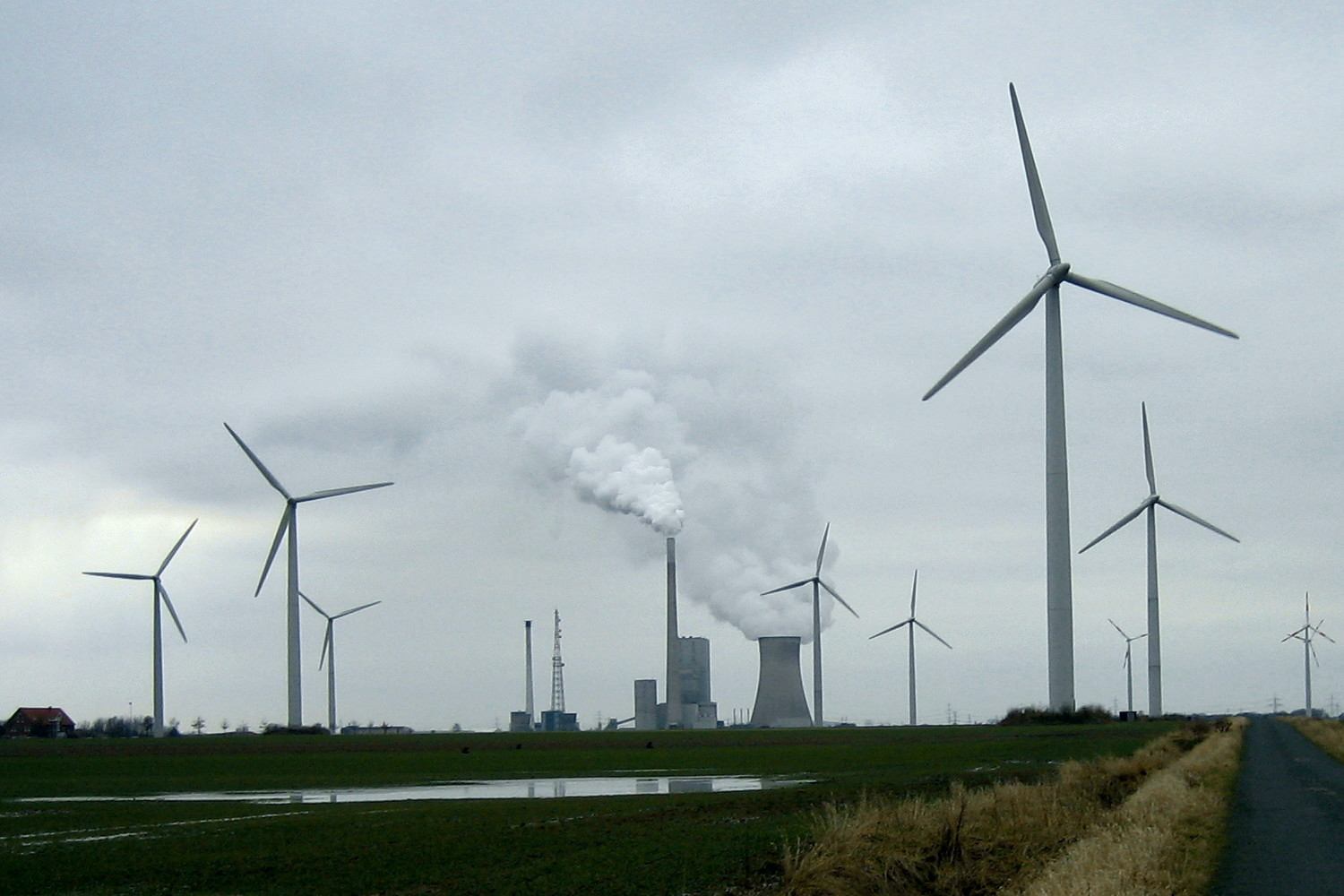
محطة حرارية وهوائية في سكسونيا السفلى في ألمانيا

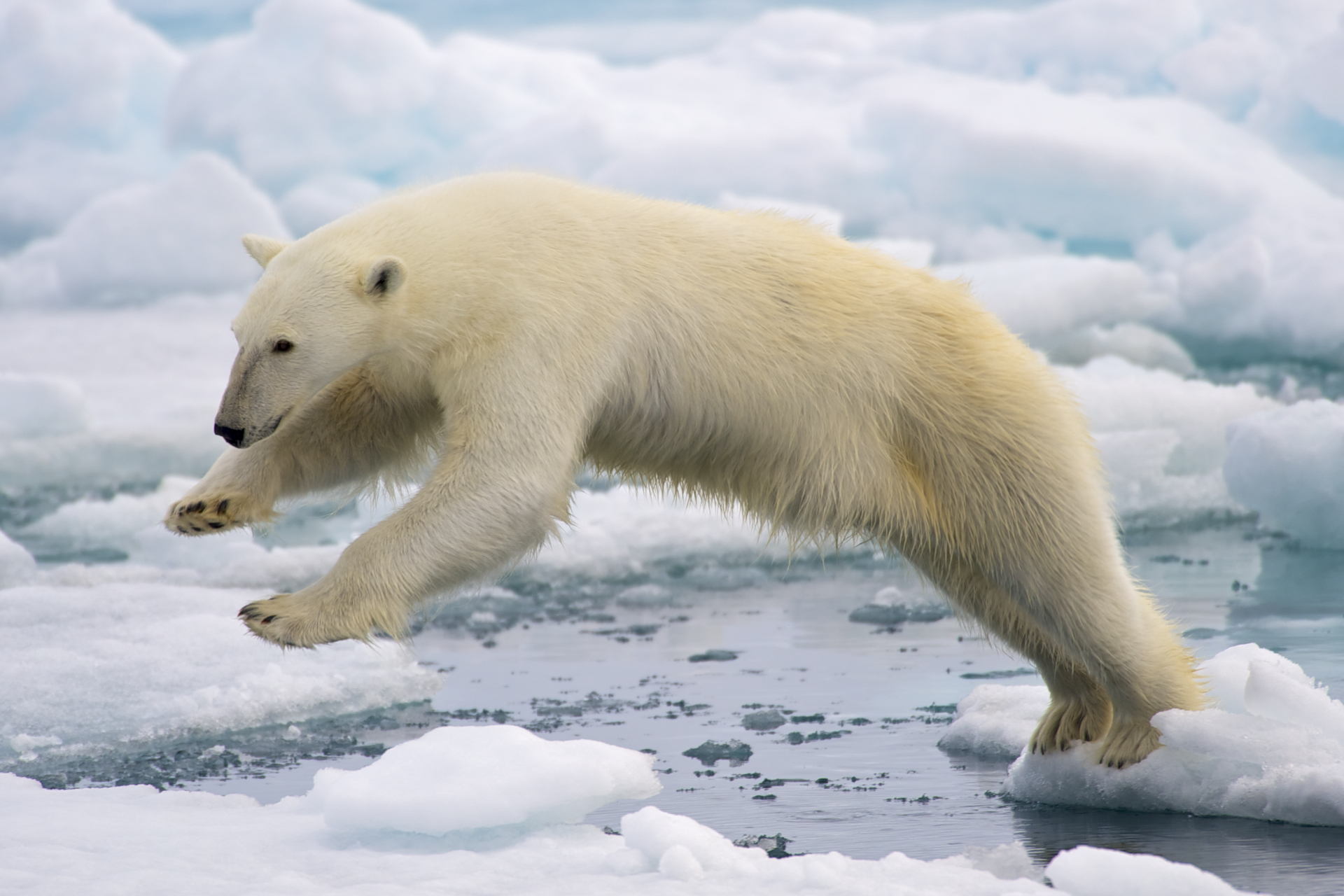
دبٌّ قطبيٌّ بين قطعتي جليد

الاحتباس الحراري أو الاحترار العالمي (بالإنجليزية: Global warming) هو ازدياد درجات الحرارة السطحية المتوسطة في العالم مع زيادة كمية ثاني أكسيد الكربون، وغاز الميثان، وبعض الغازات الأخرى في الجو.
هذه الغازات تسمى بالغازات الدفيئة لأنها تساهم في تدفئة جو الأرض السطحي، وهي الظاهرة التي تعرف باسم الاحتباس الحراري. ولوحظت الزيادة في متوسط درجة حرارة الهواء منذ منتصف القرن العشرين، مع استمرارها المتصاعد، حيث زادت درجة حرارة سطح الكرة الأرضية بمقدار 0.74 ± 0.18 °م (1.33 ± 0.32 فهرنهايت) خلال القرن الماضي.[A] وقد انتهت اللجنة الدولية للتغيرات المناخية إلى أن غازات الدفيئة الناتجة عن الممارسات البشرية هي المسؤولة عن معظم ارتفاع درجة الحرارة الملاحظة منذ منتصف القرن العشرين، في حين أن الظواهر الطبيعية، مثل الضياء الشمسي والبراكين، لها تأثير احترار صغير منذ عصور قبل الصناعة حتى عام 1950 وتأثير تبريد صغير بعد ذلك.
المتوسط العالمي لدرجة الحرارة السطحية ازداد نحو 0.6 درجة سيليزية خلال القرن العشرين، ويتوقع بأنه سيزداد بمقدار 1.4 إلى 5.8 درجة سيليزية من عام 1990 حتى 2100.
أيدت هذه الاستنتاجات الأساسية أكثر من 40 في الجمعيات العلمية وأكاديميات العلوم، بما في ذلك جميع الأكاديميات الوطنية للعلوم في الدول الصناعية الكبرى.
النموذج البيئي الملخص في تقرير اللجنة الدولية للتغيرات المناخية أشار إلى أن درجة حرارة السطح العالمية سترتفع على وجه محتمل بمقدار 1.1 إلى 6.4 °م (2.0 إلى 11.5 درجة فهرنهايت) خلال القرن الحادي والعشرين. أتى عدم اليقين في هذا التقدير من استخدام نماذج ذات حساسية مناخية مختلفة، واستخدام تقديرات مختلفة للانبعاثات المستقبلية لغازات الدفيئة. وشملت بعض الشكوك كيف أن الاحترار والتغيرات المرتبطة به ستختلف من منطقة إلى أخرى في جميع أنحاء العالم. تركز معظم الدراسات على الفترة الممتدة حتى عام 2100. إلا أن المتوقع أن يستمر الاحترار إلى ما بعد عام 2100، حتى لو توقفت الانبعاثات، بسبب ضخامة السعة الحرارية للمحيطات والعمر الطويل للغاز ثاني أكسيد الكربون في الغلاف الجوي.
إن زيادة درجات الحرارة العالمية سيؤدي إلى ارتفاع منسوب سطح البحر، وتغير كمية ونمط هطول الأمطار، من المحتمل أيضا توسيع الصحاري المدارية. من المتوقع استمرار انحسار الأنهار الجليدية، والأراضي دائمة التجلد، والبحر المتجمد، مع تأثر منطقة القطب الشمالي بصورة خاصة. والآثار المحتملة الأخرى تشمل انكماش غابات الأمازون المطيرة، والغابات الشمالية، وزيادة حدة الأحداث المناخية المتطرفة، وانقراض الأنواع، والتغييرات في المحاصيل الزراعية.
لا يزال النقاش السياسي والشعبي يبحث عن الاستجابة الملاءمة لظاهرة الاحترار العالمي. الخيارات المتاحة هي التخفيف من الانبعاثات؛ التأقلم للحد من الأضرار الناجمة عن ارتفاع الحرارة واستخدام هندسة المناخ لإبطال الاحترار العالمي. وقعت معظم الحكومات الوطنية وصادقت على اتفاقية كيوتو الرامية إلى الحد من انبعاثات غازات الدفيئة. ومن الحلول المقترحة التقليل من استعمال وسائل النقل وغيره من كل ما يسبب انبعاث الغازات السامة.

## تأثيرات إشعاعية قسرية
إن تغيرات مناخ الأرض كاستجابة للتأثيرات الخارجية، بما في ذلك التغيرات في تراكيز غازات الدفيئة، والتغيرات في مدار الأرض حول الشمس Orbital forcingا، والتغيرات في اللمعان الشمسي، والانفجارات البركانية. فالعطالة الحرارية للمحيطات وبطء ردود الفعل لتأثيرات غير مباشرة أخرى تعني أن المناخ قد يأخذ عدة قرون أو أكثر للتكيف مع التغيرات القسرية. وتشير الدراسات المناخية إلى أنه حتى لو ثبتت غازات الدفيئة عند مستويات 2000 فإن ارتفاع درجة حرارة بنحو 0.5 درجة مئوية ما زال قائما.

### الاحتباس الحراري
هنالك إجماع علمي  على أن الزيادة في نسبة الغازات الدفيئة في الهواء الجوي يعود إلى النشاط البشري الذي يعد المسبب الأكبر للاحترار المقاس منذ بداية الثورة الصناعية، وعلى أن الاحترار الملاحظ لا يمكن عزوه عزوًا مقنعًا وملائمًا إلى مجرد أسباب طبيعية. تعد فترة الخمسين سنة الماضية هي الفترة التي جرى فيها الانتباه والتركيز على هذه الظاهرة، حيث بدأت القياسات الفعلية والمتكاملة لتحديد الازدياد في درجة حرارة الأرض، وإن كان موضوع الاحترار العالمي قد بدأ الاهتمام فيه قبل ذلك.
اكتشف الاحتباس الحراري من قبل جون فورييه عام 1824، إلا أن سفانت أرينيوس هو أول من قام بتحديد هذه الظاهرة كمياً عام 1896. يمكن تعريف الاحتباس الحراري باختصار بأنه الظاهرة التي يؤدي فيها امتصاص وإصدار الأشعة تحت الحمراء إلى تسخين سطح الأرض نتيجة ازدياد تركيز الغازات الدفيئة في الهواء الجوي.

الازدياد الأخير في نسبة غاز ثنائي أكسيد الكربون في الجو (CO_{2}). القياسات CO_{2} الشهرية تظهر بعض التأرجح الموسمي وذلك على مدى العام بكامله، حيث يصل التركيز إلى القمة في نصف الكرة الأرضية الشمالي في آخر فصل الربيع، من ثم يتناقص أثناء موسم نمو النباتات. إلا أن التوجه العام ككل في السنوات الأخيرة يشير إلى ازدياد مطرد.

إن الغازات الدفيئة الطبيعية (أي غير الناتجة من الأثر البشري) لها أثر احترار متوسط مقداره  نحو 33°س، والذي بدونه تصبح الحياة على الأرض غير ممكنة [أ].
الغازات الدفيئة الرئيسية هي بخار الماء، والذي يسبب 36 إلى 70% من الاحتباس الحراري (بدون احتساب الغيوم)، وغاز ثنائي أكسيد الكربون (CO2)، والذي يسبب 9 - 26%، والميثان (CH4)، المسبب من 4 إلى 9% من الاحتباس الحراري، والأوزون والذي يسبب 3 - 7%.
أدى النشاط البشري منذ الثورة الصناعية إلى ازدياد نسبة طرح غازات الدفيئة في الهواء الجوي، خاصة غازات ثنائي أكسيد الكربون والميثان بالإضافة إلى الأوزون في طبقة التروبوسفير ومركبات كلوروفلورو الكربون وأكسيد النيتروس. إن تركيزا كل من CO2 و CH4 في الهواء الجوي قد ازداد بنسبة 36% و148% على الترتيب منذ أواسط القرن الثامن عشر. تعد هذه المستويات أعلى من أي قيمة سُجِلت أو حُددت في 650,000 سنة الماضية بناء على البيانات المستحصلة من عينات جليدية. في حين أن بعض الأدلة الجيولوجية غير المباشرة تشير إلى أن قيم CO2 لم تبلغ مثل ها المستوى الراهن إلا قبل  نحو 20 مليون سنة... إن  نحو 75% من نسبة الازدياد في غاز ثنائي أكسيد الكربون تعود إلى حرق الوقود الأحفوري خلال العشرين سنة الماضية، في حين أن الباقي يعود أغلبه إلى الاستهلاك البشري للموارد الطبيعية مثل إزالة الغابات.
لا تزال العوامل المسببة للاحتباس الحراري موجودة في الوقت الراهن، كما أنها تتزايد باستمرار. لا يمكن الحد من هذه الظاهرة وضبط نسبة الازدياد المستقبلية إلا بحدوث تغيرات اجتماعية وتقنية وطبيعية. أعطى تقرير خاص من قبل اللجنة الدولية للتغيرات المناخية تصورات مختلفة حول تغير معدل الإصدارات والانبعاثات الغازية في المستقبل مشيراً إلى أن نسبة غاز CO2 ستزداد من 541 إلى 970 ppm (جزء من المليون) عام 2100  ، خاصة أن احتياطي الوقود الأحفوري سيكون كافياً في الفترة القادمة للوصول إلى مثل هذه المستويات، وذلك في حال تسخير واستغلال كل من الفحم النفط الرملي وهيدرات الميثان كثيرًا.

### التباين الشمسي

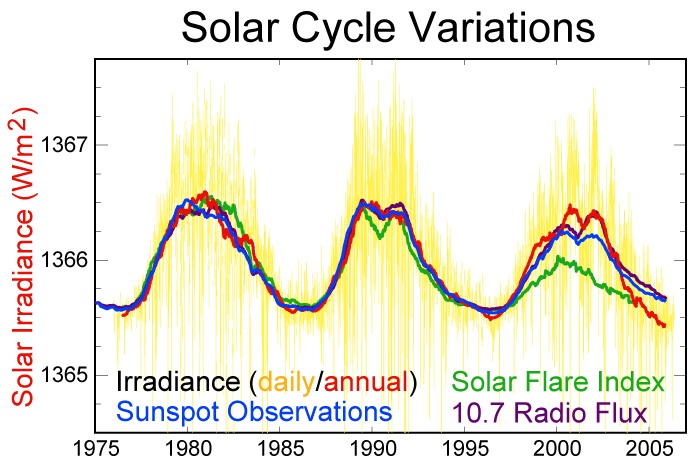
التباين الشمسي خلال الثلاثين عاماً الماضية.

التباين الشمسي هو التغيرات أو التباينات في الإشعاع الصادر من الشمس. يعد التباين الشمسي من بين الاقتراحات التي طرحت بشأن مسببات الاحترار العالمي ، وأن النماذج المناخية يمكن أنها قد هولت من الأثر النسبي للغازات الدفيئة مقارنة مع الأثر الشمسي. على الرغم من ذلك فإنه مع استخدام وسائل ذات حساسية عالية ومتطورة لقياس الأثر الشمسي، يبقى لأثر الغازات الدفيئة الدور الأكبر في الاحترار العالمي منذ أواسط القرن العشرين.
لم يحدث ازدياد في السطوع الشمسي خلال الألف سنة الماضية. أدت الدورة الشمسية إلى حدوث ازدياد طفيف في السطوع خلال 30 سنة الماضية، إلا أن هذا الأثر يمكن إهماله لضآلته ولا يمكن عزوه كمسبب للاحترار العالمي.
إن أثر مجموع مختلف المسببات للاحترار العالمي من الآثار المناخية الطبيعية والتباينات الشمسية إلى التغيرات في الأنشطة البركانية ربما تكون قد ساهمت في الاحترار وذلك قبل الثورة الصناعية إلى أواسط خمسينيات القرن المنصرم، ومنذ ذلك الحين تقوم بدور تبريدي. إن ازدياد النشاط الشمسي سيؤدي إلى تسخين الستراتوسفير، في حين أن الازدياد في نسبة غازات الدفيئة ستؤدي إلى حدوث تبريد في تلك الطبقة. تشير البيانات منذ عام 1960 إلى وجود حالة من التبريد في طبقات الستراتوسفير الدنيا.

## تغيرات درجات الحرارة

درجة حرارة السطح العالمية عبر 2000 سنة نسبة للفترة 1850-1900.

ازدادت درجة حرارة الأرض المتوسطة بمقدار 0.75 °س وذلك بالنسبة للفترة ما بين 1860 و 1900 وذلك حسب سجل درجة الحرارة المقاسة آلياً، والذي يظهر التباينات في درجة الحرارة بالنسبة للهواء الجوي والمحيطات مقاسة بحساسات حرارية. من غير المحتمل أن يكون ارتفاع درجة حرارة مراكز المدن عن محيطها قد أثر كثيرًا على تلك القيمة، حيث يقدر أن هذه الظاهرة قد سببت ارتفاع في درجة الحرارة بمقدار 0.02 °س منذ عام 1900.
منذ عام 1979 ارتفعت درجة حرارة اليابسة بضعف مقدار ازدياد درجة حرارة المحيطات (0.25 °س لكل عقد مقابل 0.13 °س لكل عقد). يعود بطء ازدياد درجة حرارة المحيطات مقارنة مع اليابسة إلى كبر السعة الحرارية الفعالة بالنسبة للمحيطات وبسبب خسارة المحيطات للحرارة خسارةً أكبر نتيجة التبخر. بالتالي فإن لنصف الكرة الأرضية الشمالي يكون الازدياد في درجة الحرارة أكبر من مقابله الجنوبي لأن نسبة اليابسة في النصف الشمالي أكبر، كما أن نصف كرة الأرضية الشمالي تغطية مساحات واسعة من الثلوج الموسمية ومن الأغطية الجليدية مما يخضع للتأثير العكسي لذوبان الثلوج حيث ينخفض معامل الارتداد الإشعاعي في تلك المناطق مما يعني امتصاص أكبر للحرارة. على الرغم من أن انبعاث غازات الدفيئة في نصف الكرة الشمالي أكبر منه في نصف الكرة الجنوبي إلا أن هذا لا يؤدي إلى حدوث فرق في الاحترار لأن أثر غازات الدفيئة يدوم كافيًا لحدوث امتزاج بين نصفي الكرة الأرضية الشمالي والجنوبي.
اعتماداً على تقديرات من معهد غودارد لأبحاث الفضاء Goddard Institute for Space Studies التابع لناسا فإن عام 2005 كان أدفأ سنة سجلت درجة حرارة الأرض فيها، وذلك منذ أواخر القرن التاسع عشر حيث ظهرت وسائل قياس معتمدة ومنتشرة، متجاوزاً بذلك عام 1998 ببضع أجزاء من المئة من الدرجة. في حين تشير التقديرات من قبل المنظمة العالمية للأرصاد الجوية ووحدة الأبحاث المناخية في جامعة شرق أنغليا إلى أن عام 2005 كان ثاني أدفأ عام بعد 1998. كانت درجات الحرارة عام 1998 دافئة دفئًا غير طبيعي بسبب حدوث أكبر إل نينو في القرن الماضي في تلك السنة.

## التأثيرات المتوقعة
الظواهر المتوقعة نتيجة الاحتباس الحراري
- حدوث كوارث زراعية وفقدان بعض المحاصيل
- احتمالات متزايدة بوقوع أحداث متطرفة في الطقس
- زيادة حرائق الغابات
- ازدياد الفيضانات لأن أجزاءً كبيرة من الجليد ستنصهر وتؤدي إلى ارتفاع مستوى سطح البحر
- غرق الجزر المنخفضة والمدن الساحلية
- حدوث موجات جفاف وتصحر مساحات كبيرة من الأرض
- زيادة عدد وشدة العواصف والأعاصير
- انتشار الأمراض المعدية في العالم
- انقراض العديد من الكائنات الحية
- التقلبات الكثيرة في الجو

### تأثيرات بيئية

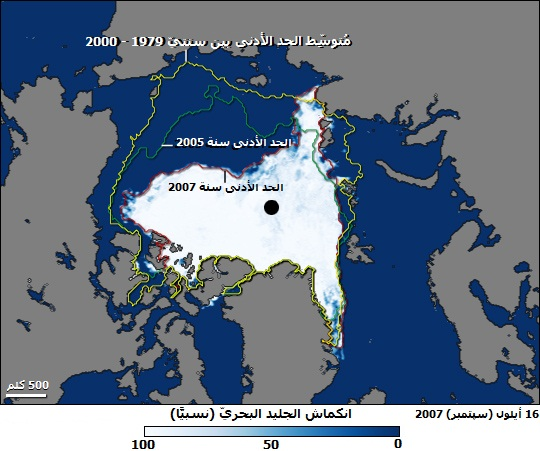
في عام 2005 وعام 2007 انحسر الجليد في القطب الشمالي بالغًا حده الأقصى

يؤثر الاحتباس الحراري سلبا على البيئة ويغير معالم سطح الأرض لأنه يساهم في ذوبان الجليد وارتفاع منسوب مياه البحار وذلك يتسبب بغرق المناطق المنخفضة والسواحل.

### تأثيرات اقتصادية
ويرى التقرير الذي أعده نيكولاس ستيرن، خبير اقتصادي إنجليزي، أن الاحتباس الحراري العالمي سوف يؤدي إلى تكلفة اقتصادية قدرها 500 مليار دولار، مع مراعاة جميع الأجيال (الحالية والمقبلة) التي تعاني من عواقب ذلك.
- في عام 2007، ولأول مرة، ادخل الصندوق العالمي للمعوقين تغير المناخ في قائمة التهديدات بالنسبة لعام 2007 في موقع معالم ورؤساء أعمال للهيكل الأساسي للخطر، وغيرها من المواقع. وكانت التهديدات الرئيسية هي الحروب والصراعات السياسية، والتنمية الصناعية والحضرية غير القانونية.
- في عام 2012 يرى تقرير ميونيخ الأول المؤرخ في 17 تشرين الأول/أكتوبر 2012 (بشأن الفترة من 1980 إلى 2011) أن أمريكا الشمالية قد عانت من أقوى الخسائر المالية الناجمة عن الأحداث في عام (1980) المرتبطة بالطقس، وبلغت الخسائر ما يزيد على 30 ألف قتيل ومليار دولار (878 مليون يورو) عن تكلفة إدارة وتصليح الكوارث المناخية. وقد رأى التقرير نفسه أن عدد الأحداث المتطرفة قد تضاعف في جميع أنحاء العالم (وتضاعف في أوروبا).
- في عام 2015، لم يعد بوسع خبراء الاقتصاد تقديم أرقام، ولكنهم يعتبرون التكلفة المحتملة لا نهاية لها. هنري دي كاستريس، رئيس اكسا، قال في أيار / مايو 2015، في مؤتمر القمة المعني بالمناخ: «عالم واحد + 2 درجة مئوية يمكن أن يؤمن عليها مرة أخرى، عالم واحد + 4 درجات مئوية لن يكون». ووفقا لتقرير البنك الدولي لعام 2013، فإن الخسائر والأضرار السنوية المرتبطة بالأحداث المناخية قد ارتفعت من 50 مليار دولار في عقد التسعينيات، إلى ما يقرب من 200 مليار دولار خلال العقد الأخير.

## ردود الفعل على الاحتباس الحراري
أدى الاتفاق واسع النطاق بين العلماء على أن الزيادة مستمرة في ارتفاع درجات الحرارة عالميا إلى أن تقوم بعض الأمم والهيئات وبعض الأفراد بإنجاز أعمال كرد فعل للاحترار العالمي. وتأتي ردود الفعل هذه إما بمحاولة التخفيف من المسببات أو محاولة التأقلم مع تغير البيئة العالمية.

### التخفيف من المسببات

#### تقليل انبعاثات غازات الدفيئة
أول اتفاقية عالمية لتقليل إصدار الغازات الدفيئة هي بروتوكول كيوتو وهي تطوير لاتفاقية الأمم المتحدة الإطارية بشأن تغير المناخ والتي جرى التفاوض بأمرها عام 1997. ويشمل هذا البروتوكول الآن أكثر من 160 دولة و55% من انبعاثات الغازات الدفيئة عالميا. لكن الولايات المتحدة وكازاخستان لم يوقعا على الاتفاقية رغم أن الأولى هي أكبر مصدر للغازات الدفيئة عالميا.
انتهت هذه الاتفاقية عام 2012. وقد بدأت مناقشات منذ مايو 2007 حول اتفاقية جديدة لتخلف الاتفاقية الحالية.
تشجع العديد من المجموعات البيئية العمل الفردي ضد ظاهرة الاحترار العالمي كما تشجع الإجراءات المجتمعية والإقليمية للحد منها. كما اقترح البعض تحديد حصة ثابتة من الإنتاج العالمي للوقود الأحفوري -أكبر مصدر مباشر لانبعاثات ثاني أكسيد الكربون-.
هناك أيضا إجراءات تجارية بشأن تغير المناخ، يتضمن ذلك جهود تحسين كفاءة استغلال الطاقة وبعض المحاولات لاستخدام أنواع بديلة من الوقود. وفي يناير 2005 أعلن الاتحاد الأوروبي عن مشروع الاتحاد الأوروبي لتجارة الانبعاثات حيث ترتضي الشركات بالاشتراك مع الحكومات الحد من الانبعاثات أو شراء رصيد من أصحاب الانبعاثات الأقل من الحد المسموح. كما أعلنت أستراليا في 2008 خطة الحد من تلوث الكربون. وأعلن الرئيس الأمريكي باراك أوباما عن خطة اقتصادية لتجارة الانبعاثات عالميا.
في عام 2007 أصدر الفريق الحكومي الدولي (بالإنجليزية: IPCC's) تقريرا يفيد أنه لا يوجد تقنية بعينها في مجال بعينه يمكن أن تكون مسؤولة عن تخفيف الاحترار العالمي. هناك ممارسات رئيسية وتقنيات في مجالات متعددة مثل مجالات النقل الصناعة الزراعة وإمداد الطاقة ينبغي أن تنفذ لتقليل الانبعاثات العالمية. واستنتجوا أن ثبات مكافئ ثاني أكسيد الكربون بين 445 و 710 جزء في المليون بحلول 2030 سينتج عنه ما بين 0.6% زيادة و 3% انخفاض في الناتج المحلي الإجمالي.

#### هندسة المناخ
استخدام هندسة المناخ (بالإنجليزية: Geoengineering) سيضمن التطوير المتوازن للبيئة الطبيعية على نطاق واسع لتلائم الاحتياجات البشرية. معالجة غازات الدفيئة -كأحد تطبيقات هندسة المناخ- يبحث إزالة هذه الغازات من الغلاف الجوي عن طريق عزل ثاني أكسيد الكربون.

### التأقلم
تأثيرات الاحترار العالمي واسعة النطاق، وبالتالي هناك اقتراحات عديدة لإجراءات التأقلم مع الاحتباس الحراري العالمي في جميع المجالات. وهذا يبدأ مجموعة من الحلول البسيطة كاستخدام مكيف هواء حتى الحلول الكبيرة كهجرة المناطق المهددة بارتفاع مستوى سطح البحر.
في قطاع الزراعة، يشمل التأقلم اختيار المحاصيل الملاءمة للأحوال المناخية الجديدة. فعلى سبيل المثال، يزرع الفلاحين في أوريسا في الهند أرزا من فصيلة تشامبيسوار التي تتحمل الفيضانات. وفي أفريقيا، اُكْتُشِف أنه مع زيادة معدل هطول الأمطار أو انخفاضه يتحول المزارعين بين المحاصيل التي تستهلك كميات كبيرة من المياه وبين المحاصيل التي تتحمل الجفاف 
كما تشمل الإجراءات المقترحة بناء السدود وتغييرات في الرعاية الصحية  والتدخل لحماية الأنواع المهددة بالانقراض.

## المجتمع والثقافة

### الاستجابة السياسية

#### اتفاقية الأمم المتحدة الإطارية
بحلول عام 2020، انضمّت جميع دول العالم تقريبًا إلى اتفاقية الأمم المتحدة الإطارية بشأن التغير المناخي. إن هدف الاتفاقية هو منع التدخل البشري وخيم العواقب في النظام المناخي. كما هو مذكور في الاتفاقية، يتطلب ذلك تثبيت تراكيز الغازات الدفيئة في الجو عند مستوى محدد تتكيف فيه النظم البيئية طبيعيًا مع تغير المناخ، ولا تتعرض عملية إنتاج الغذاء إلى تهديد، مع استدامة التنمية الاقتصادية. أُقرّت الاتفاقية الإطارية في عام 1992، دون تأثير واقعي، إذ شهدت مستويات الانبعاثات العالمية ارتفاعًا منذ ذلك الحين. تُعتبر مؤتمراتها السنوية منصّةً للمفاوضات على المستوى العالمي.
خلال هذه المفاوضات، شجعت مجموعة الـ77 (إحدى مجموعات ممارسة الضغط في الأمم المتحدة وهي تمثل البلدان النامية) على إقرار تفويض يطلب من الدول المتقدمة «أن تأخذ زمام المبادرة» لخفض نسب انبعاثاتها. بُرّرت هذه المطالب بحجة تسبب البلدان المتقدمة أكثر من غيرها في تزايد نسب الغازات الدفيئة في الغلاف الجوي، بالإضافة إلى انخفاض أرقام الانبعاثات الفردية نسبيًا في البلدان النامية، مع الأخذ بعين الاعتبار الزيادة المتوقعة في الانبعاثات الصادرة عن البلدان النامية بالتزامن مع تلبية احتياجاتها الإنمائية.
استمر هذا التفويض في اتفاقية كيوتو لعام 2005، التي اعتُبرت خطوةً تنفيذيةً للاتفاقية الإطارية. قبلت معظم البلدان المتقدمة من خلال تصديقها على اتفاقية كيوتو تعهدات تلزمها قانونيًا الحد من انبعاثاتها. انتهت المرحلة الأولى من هذه التعهدات في عام 2012. رفض رئيس الولايات المتحدة جورج دبليو. بوش المعاهدة كونها «تستثني 80% من العالم، بما في ذلك المراكز السكانية الرئيسية مثل الصين والهند، من الامتثال لهذه التعهدات، وستتسبب أيضًا في أضرار جسيمة للاقتصاد الأمريكي». في عام 2009، أصدرت عدة أطراف في اتفاقية الأمم المتحدة الإطارية بشأن التغير المناخي ما يُعرف باتفاقية كوبنهاغن، والتي وُصفت على نطاق واسع بأنها مخيبة للآمال كونها اتفاقيةً ذات أهداف متواضعة، ما دفع الدول الفقيرة إلى رفضها. تهدف الأطراف المعنية بالاتفاق إلى الحد من الزيادة المستقبلية في متوسط درجة الحرارة العالمية إلى أقل من 2 درجة مئوية.
في عام 2015، تباحثت جميع بلدان الأمم المتحدة حول اتفاق باريس للمناخ، الذي يهدف إلى إبقاء التغير المناخي تحت سقف درجتين مئويتين، وحلّ الاتفاق محل اتفاقية كيوتو. خلافًا لما كان الأمر في كيوتو، لم تُحدد أي أهداف إلزامية للانبعاثات في اتفاقية باريس، بل أُلزمت الدول بتحديد أهداف أكثر طموحًا بصورة منتظمة وإعادة تقييم هذه الأهداف كل خمس سنوات. شدد اتفاق باريس على ضرورة دعم البلدان النامية ماليًا. اعتبارًا من نوفمبر عام 2019، وقعت 194 دولة مع الاتحاد الأوروبي المعاهدة، وصدّقت 186 دولة مع الاتحاد الأوروبي على الاتفاق أو انضمت إليه. في نوفمبر عام 2019، أبلغت إدارة ترامب الأمم المتحدة انسحاب الولايات المتحدة من اتفاق باريس في عام 2020.

#### سياسات أخرى
في عام 2019، أصبح البرلمان البريطاني أول حكومة وطنية في العالم تعلن رسميًا عن حالة الطوارئ المناخية، وتبعتها بلدان وولايات أخرى. في نوفمبر عام 2019، أعلن البرلمان الأوروبي «حالة الطوارئ المناخية والبيئية»، وقدمت المفوضية الأوروبية ميثاقها الأخضر الأوروبي الذي يأمل الأوروبيين من خلاله بجعل الاتحاد الأوروبي خاليًا من الكربون في عام 2050.
على الرغم من كون طبقة الأوزون والتغير المناخي مشكلتين منفصلتين، فقد ساهم حلّ المشكلة الأولى في التقليل أكثر من ظاهرة الاحتباس الحراري. تشير التقديرات إلى تفوّق بروتوكول مونتريال، وهو اتفاق دولي يهدف لوقف انبعاث الغازات المستنفدة للأوزون، على اتفاقية كيوتو من ناحية التأثير، إذ صُمّمت الأخيرة خصيصًا للحد من انبعاثات الغازات الدفيئة. يُقال إن بروتوكول مونتريال، واعتبارًا من عام 2017، قد قدّم الفائدة الأكبر على أرض الواقع عند مقارنته مع غيره من الإجراءات الهادفة للحد من تغير المناخ، إذ تُعتبر هذه الغازات المستنفدة للأوزون أيضًا غازات دفيئة قوية.

### نقاش علمي
في الأدبيات العلمية إجماع كبير على ازدياد درجات حرارة سطح الأرض في العقود الأخيرة، بالإضافة إلى كون هذا الازدياد ناجمًا عن انبعاثات الغازات الدفيئة الناتجة عن النشاط البشري أساسًا. لا توجد أي هيئة علمية على المستويين الوطني أو الدولي تعارض هذا الإجماع. تجري المناقشة العلمية في مقالات الصحف التي تخضع لتقييم الأقران، إذ يخضع العلماء للتقييم كل عامين في تقارير اللجنة الدولية للتغيرات المناخية. ينصّ الإجماع العلمي اعتبارًا من عام 2013، كما ورد في تقرير التقييم الخامس للجنة الدولية للتغيرات المناخية، على الآتي: «من المحتمل جدًا أن يكون التأثير البشري هو السبب الرئيسي خلف الاحترار الملاحظ منذ منتصف القرن العشرين».
دعت أكاديميات العلوم الوطنية قادة العالم إلى وضع سياسات تهدف إلى خفض مستويات الانبعاثات العالمية. في نوفمبر عام 2017، أشار تحذير ثانٍ للبشرية وقّعه 15,364 عالمًا من 184 دولة إلى أن «المسار الحالي للتغير المناخي الذي قد يكون كارثيًا بسبب ارتفاع معدلات الغازات الدفيئة الناتجة عن حرق الوقود الأحفوري وإزالة الغابات والإنتاج الزراعي؛ وخاصة بسبب تربية الحيوانات المجترة بهدف تأمين مصدر لاستهلاك اللحوم» يُعتبر أمرًا «مقلقًا بصفة خاصة». في عام 2018، نشرت اللجنة الدولية للتغيرات المناخية تقريرًا خاصًا عن الاحتباس الحراري بمقدار 1.5 درجة مئوية، وحذرت من احتمالية وصول الاحتباس الحراري إلى 1.5 درجة مئوية (2.7 درجة فهرنهايت) بين عامي 2030 و2052 في حال عدم تخفيض المعدل الحالي لانبعاثات الغازات الدفيئة، وبالتالي المخاطرة بالدخول في أزمات كبرى. أورد التقرير أن منع مثل هذه الأزمات سيتطلب تحولًا سريعًا في الاقتصاد العالمي «لم يسبق له مثيل في التاريخ الموثّق». في نوفمبر عام 2019، وصفت مجموعة من أكثر من 11,000 عالمًا من 153 دولة تغير المناخ بأنه «حالة طارئة» من شأنها أن تؤدي إلى «معاناة بشرية لا توصف» في حال عدم تحقيق تحولات كبيرة في هذا الصدد. شدد إعلان الطوارئ على أن النمو الاقتصادي والنمو السكاني «يعدان من بين أهم العوامل التي تسبب زيادة انبعاثات ثنائي أكسيد الكربون الناتجة عن احتراق الوقود الأحفوري»، وأورد الإعلان أيضًا: «نحن بحاجة إلى تحولات جريئة وجذرية في ما يتعلق بالسياسات الاقتصادية والسكانية».

### الرأي العام والنزاعات
حظيت مشكلة الاحتباس الحراري بانتباه المجتمع الدولي في أواخر ثمانينيات القرن الماضي. هناك اختلافات إقليمية كبيرة حول مدى قلق الشعوب بشأن قضية التغير المناخي ومدى فهمهم لها. في عام 2010، اعتبر ما يزيد قليلًا عن نصف سكان الولايات المتحدة هذه المشكلةَ مصدرَ قلق بالغ لأنفسهم أو لعائلاتهم، في حين شاركهم 73% من سكان أمريكا اللاتينية و74% في دول آسيا المتقدمة هذه النظرةَ، وأقرّ متوسط المشاركين في الاستجواب البالغ 54% في عام 2015 أنها «مشكلة خطيرة للغاية»، لكن أعرب الأمريكيين والصينيين (الذين تتسبب اقتصاداتهم في أكبر نسب من الانبعاثات السنوية لثنائي أكسيد الكربون) عن قلق متواضع أو بسيط حول هذه المشكلة. نسبت الشعوب في جميع أنحاء العالم في عام 2011 ظاهرة الاحتباس الحراري غالبًا إلى الأنشطة البشرية أكثر من كونها نتيجةً لأسباب طبيعية، باستثناء الولايات المتحدة التي اتهم نصف سكانها الطبيعة بكونها السبب وراء ظاهرة الاحتباس الحراري. تزداد ردود الفعل العامة حول الاحتباس الحراري وينتشر مزيد من القلق حول آثاره، إذ يراه الكثير أسوأ تهديد عالمي. في استطلاع أجرته شبكة سي بي إس في عام 2019، وصف 64% من سكان الولايات المتحدة تغير المناخ بأنه «أزمة» أو «مشكلة خطيرة»، وأقرّ 44% منهم أن النشاط البشري كان بالفعل مساهمًا هامًا في هذه المشكلة.
غالبًا ما حدث الخلط بين قضايا مثل استنفاد الأوزون والتغير المناخي بسبب التغطية الإعلامية المُحيّرة في أوائل تسعينيات القرن العشرين، ما أثر على فهم الجمهور لها. رغم وجود بعض مجالات الترابط، تبقى العلاقة بين القضيتين ضعيفة.

## اقرأ أيضاً
- الهيئة الحكومية الدولية المعنية بتغير المناخ
- التكنولوجيا الخضراء
- تبريد عالمي
- تغير المناخ والزراعة
- غازات الدفيئة
- أثر صناعة الفحم على البيئة
- سجل درجات الحرارة الجيولوجية
- حماية المناخ
- مؤتمر الأمم المتحدة للتغير المناخي 2015
- احتمالية حدوث احترار عالمي
- دورة القارة العظمى
- ارتفاع منسوب البحار
- ثاني أكسيد الكربون
- قائمة الدول حسب انبعاثات ثاني أكسيد الكربون
- فرضية بندقية الكلثرات
- آثار تغير المناخ على الثدييات البحرية